# 酒神巴克斯 (米开朗基罗)
《酒神巴克斯》 是意大利文艺复兴雕塑家、画家、建筑师和诗人米开朗基罗的一尊大理石雕塑，1496年7月4日开始雕刻，1497年完成。尺寸比真人略大，高203厘米。这尊雕像的订制者是枢机主教兼古董雕塑收藏家辣法耳·里阿里奥，雕像完成后，他拒绝接收，而由里亚里奥的银行家、米开朗基罗的朋友雅格布·加里买下，放在他的花园里。酒神巴克斯与哀悼基督是艺术家在罗马的第一个时期仅存的两件雕塑之一。
瓦萨里 评价酒神的形象纤细而圆润，具有雌雄同体的特质（乳房、小腹和睾丸都肿胀）。
雕塑表现酒神巴克斯 全身赤裸，酩酊大醉，步履蹒跚，身体向后倾斜，眼神迷离，透出对酒的狂热。身后的精灵偷吃酒神手中的葡萄。其风格结合了古老的比例和更加自然主义的风格。 在 1530 年代之前，拿着高脚杯的手被折断，阴茎被凿掉。后来只有高脚杯得到修复。 雪莱相信这部作品忠实于“酒神的精神和意义”，”其貌似酒醉、野蛮、心胸狭隘，放荡不羁的神情最令人反感”。 艺术史学家 约翰内斯·王尔德 (Johannes Wilde)评价说：“简而言之……这不是神的形象”。 